# Lepus insularis
Lepus insularis este o specie de mamifere din familia Leporidae. Endemică în Mexic, singurele zone cunoscute în care se găsește sunt Isla Espíritu Santo⁠(en)[traduceți] și Isla Partida⁠(en)[traduceți] din Golful California. Uniunea Internațională pentru Conservarea Naturii a clasificat-o ca fiind o specie vulnerabilă.  

## Taxonomie
Această specie nu are subspecii cunoscute, dar este privită de unele autorități ca fiind o subspecie a iepureui de California (Lepus californicus), găsită inclusiv în zona continentală a Mexicului.

## Descriere
Un iepure din specia Lepus insularis crește până la o lungime de circa 55 cm incluzând o coadă de 9,5 cm. Vârful capului, partea superioară a corpului și partea de sus a cozii sunt de un negru lucios oarecum nuanțat cu maro. Părțile laterale ale capului, corpului și membrelor sunt scorțișorii-închise sau de o nuanță de maro-galben și părțile inferioare și partea de jos a cozii sunt de obicei de o nuanță mai deschisă de maro. Ochii sunt înconjurați fiecare de câte un inel gri, iar interiorul urechilor este negru-cenușiu și la margine are fire lungi, gri.

## Răspândire, habitat și ecologie
Lepus insularis este endemică în Isla Espíritu Santo⁠(en)[traduceți] și Isla Partida⁠(en)[traduceți], chiar pe lângă coasta statului Baja California din Mexic. Este găsită pe pante ierboase și stâncoase, pe mesa⁠(en)[traduceți], în dune și pe funduri de văi, de obicei pe pante golașe și printre graminee, verdețuri, arbuști și cactuși. Se găsește pornind de la nivelul mării până la 300 m.
Iepurii din specia Lepus insularis pot fi observați foarte ușor din moment ce coloritul lor negru se remarcă printre nuanțele de maro, cenușiu și verde ale mediului înconjurător. Sunt strâns înrudiți cu iepurele de California din Statele Unite ale Americii și zona continentală a Mexicului, dar specia de pe urmă este expusă la prădători tereștri și nu prezintă melanism.
Pe insulă nu se găsesc prădători mari. L. insularis își împarte habitatul cu Ammospermophilus insularis, Chaetodipus spinatus, Peromyscus eremicus, Neotoma lepida și Bassariscus astutus. Sunt prezente și un număr de specii de șopârle și șerpi și două de păsări răpitoare, Caracara cheriway și șoimulețul american.
Deși sunt în general solitari, acești iepuri au fost găsiți și în grupuri de câte doi. Dieta lor cuprinde o varietate largă de plante.

## Stare de conservare
Numărul de indivizi din specia Lepus insularis a fost estimat la 923. Printre amenințările cărora le face față se numără vânarea și probabil pierderea și degradarea habitatului cauzată de specii de animale care nu sunt originare zonei. Uniunea Internațională pentru Conservarea Naturii a clasificat-o ca fiind o specie vulnerabilă.